# ティーピュス
ティーピュス（古希: Τῖφυς, Tīphys）は、ギリシア神話の人物である。長母音を省略してティピュスとも表記される。ハグニアースの子、あるいはポルバースとヒュルミーネーの子で、ボイオーティアのシパイ、あるいはティパの出身。
ティーピュスはアルゴナウタイの1人で、アルゴー船の操舵手を務めた。ティーピュスは航海術に優れていたため、アテーナー自身がアルゴナウタイに加わることを勧めたといわれる。
アルゴナウタイがマリアンデューノス人の王リュコスのもとを訪れたとき、予言者イドモーンがイノシシに襲われて死んだが、イドモーンを埋葬した日にティーピュスも急な病気で死んだといわれる。ティーピュスの死後、アルゴー船の操舵手はアンカイオスが務めることになった。